# Sh
El dígraf sh és un dígraf típic de moltes llengües europees com ara l'albanès, l'anglès, l'irlandès i l'occità. En anglès, occità i albanès, representa el so de la xeix en català. En irlandès, però, fa hac.